# Bernd Schneider (kierowca)

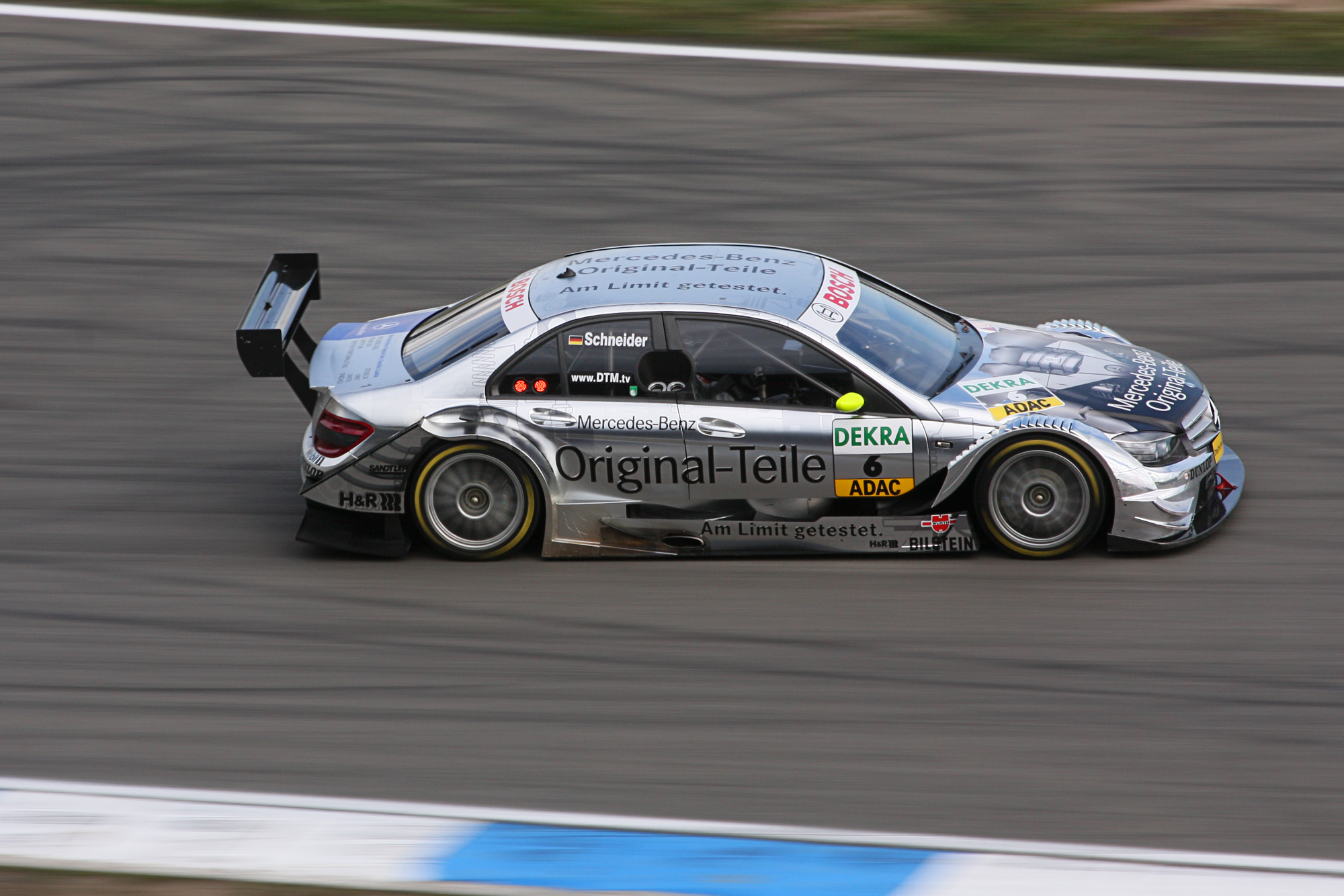
Bernd Schneider na torze Hockenheim (2008)

Bernd Schneider (ur. 20 lipca 1964 w St. Ingbert) – niemiecki kierowca wyścigowy, najbardziej utytułowany zawodnik w historii DTM.

## Życiorys

### Formuła 1
W 1987 roku został mistrzem niemieckiej Formuły 3, czym zwrócił uwagę szefa zespołu Formuły 1 Zakspeed, Ericha Zakowskiego. Jednak dwa sezony spędzone w tej ekipie były bardzo nieudane; Schneider zdołał zakwalifikować się tylko do ośmiu wyścigów. Jego najlepszym wynikiem było dwunaste miejsce w Grand Prix Niemiec 1988 na torze Hockenheim.
W 1990 roku przeszedł do zespołu Arrowsa, lecz po zaledwie jednym wyścigu został zastąpiony przez Alexa Caffiego.

### Deutsche Tourenwagen Meisterschaft
Po zakończeniu przygody z F1 występował w seriach prototypów sportowych w barwach Porsche. We wrześniu 1991 roku zasilił skład juniorskiego zespołu Mercedesa w mistrzostwach Deutsche Tourenwagen Meisterschaft, gdzie zastąpił Michaela Schumachera, który odszedł do Formuły 1. W wyścigu na torze ulicznym w Singen (Hohentwiel) zajął sensacyjne drugie miejsce, czym zapewnił sobie kontrakt na następne sezony. W 1992 roku zajął trzecie miejsce w klasyfikacji generalnej, a trzy lata później zdobył swój pierwszy tytuł mistrzowski.
W trakcie zawieszenia działalności DTM startował w Mistrzostwach Świata prototypów FIA GT. W 1997 roku zdobył tytuł mistrzowski tej serii.
Po reaktywacji DTM w 2000 roku kontynuował pasmo sukcesów, ciągle reprezentując barwy fabrycznego zespołu Mercedesa. Do zdobytego w 1995 roku tytułu dorzucił cztery kolejne (2000, 2001, 2003, 2006).
Łącznie odniósł 43 zwycięstwa (najwięcej w historii cyklu). Jest również rekordzistą pod względem ilości zdobytych pierwszych miejsc startowych (25) oraz najszybszych okrążeń (60). Po sezonie 2008 zakończył karierę.

## Życie prywatne
Był żonaty z Nicole, siostrą piłkarza Olivera Bierhoffa, z którą ma dwoje dzieci (syn Luca Maximilian i córka Lisa-Nicole). Z partnerką Svenją ma córkę Lilly Sophie.